# Dominique Baudis
Dominique Baudis (Parigi, 14 aprile 1947 – Parigi, 10 aprile 2014) è stato uno scrittore, giornalista e politico francese, di orientamento centrista.

## Giornalista televisivo
Diplomato all'Istituto di studi politici di Parigi, giornalista televisivo dal 1971. Inviato nel Libano fino al 1975, fu successivamente nominato corrispondente dal Vicino Oriente per la Télévision Française 1 (TF1). Fu conduttore del telegiornale di TF1 dal 1977 al 1980 e del telegiornale di France 3 e dal 1980 al 1982. 

## Carriera politica

### Sindaco di Tolosa
Esponente del Centro dei Democratici Sociali (CDS), componente dell'Unione per la Democrazia Francese (UDF), nel 1983 fu eletto sindaco di Tolosa, subentrando al padre Pierre. Rieletto nel 1989 e nel 1995, si dimise nel 2001, per assumere la presidenza del Conseil Supérieur de l'Audiovisuel (CSA). Durante il suo mandato municipale furono avviati i lavori per la linea 1 della metropolitana, che fu inaugurata nel 1994.

### Mandati elettivi
Nel 1984 fu eletto europarlamentare. Si dimise nel 1988. 
Nel 1986 fu eletto deputato dell'Assemblea nazionale. Fu rieletto nel 1988, nel 1993 e nel 1997. 
Dal 1986 al 1988 fu anche presidente della Regione Midi-Pirenei.
Capolista della coalizione UDF-RPR, fu eletto deputato europeo alle elezioni del 1994. Si dimise nel 1997. Tornò una terza volta al Parlamento europeo nel 2009, stavolta per l'UMP. Vicepresidente della commissione Esteri. Si dimise dal Parlamento europeo nel giugno 2011.

## A capo di organismi indipendenti
Nel 2001 il presidente della Repubblica Jacques Chirac lo nominò alla guida del Conseil supérieur de l'audiovisuel (CSA) (l'organo di vigilanza della radiotelevisione pubblica). Ricoprì tale incarico fino alla scadenza del mandato nel gennaio 2007. Nel febbraio dello stesso anno, Chirac lo nominò alla presidenza dell'Istituto del mondo arabo (IMA), incarico che mantenne fino al 2011.
Dal 22 giugno 2011, e fino alla sua scomparsa avvenuta il 10 aprile 2013, è Difensore dei diritti ("difensore civico", un'authority nata nel 2011 dalla fusione di quattro organismi indipendenti).
Morì all'ospedale parigino Val-de-Grâce per le conseguenze di un cancro generalizzato.

## Opere e riconoscimenti
Autore di una diecina di pubblicazioni, per Les Amants de Gibraltar nel 2010 gli fu conferito il Premio Mediterraneo.